# Real Marcianise Calcio
Il Real Marcianise Calcio, meglio noto come Real Marcianise, è stata una società calcistica italiana con sede nella città di Marcianise, in provincia di Caserta. 
Dal punto di vista storico, il Real Marcianise è la squadra più rappresentativa della propria città, avendo disputato un totale di cinque stagioni professionistiche.
Fondato nel 1985 come Società Sportiva Calcio Marcianise, dal 2004 modificò il nome in Real Marcianise Calcio e sotto tale appellativo giunse fino in Lega Pro Prima Divisione, terzo livello calcistico italiano, ove il miglior risultato è costituito da un settimo posto. 
Nel 2010 scompare dalle scene calcistiche italiane a causa delle difficoltà economiche.
I suoi colori sociali erano il giallo, il rosso e il verde. Disputava gli incontri casalinghi allo stadio Progreditur.

## Storia

### Origini del calcio a Marcianise (1951-1984)
Il calcio a Marcianise mosse i primi passi attorno agli anni trenta a livello giovanile, ma è negli anni cinquanta che nacque la prima società di calcio con anche una prima squadra, vale a dire la società della U.S. Marcianise che, fondata nel 1951 ottenne nel suo primo campionato la promozione in Prima Categoria. Giunse anche in Promozione prima di fallire nel 1962. A continuare la tradizione calcistica cittadina fu poi il Rapid Zinzi, attivo fino al 1967, anno in cui venne rifondata la U.S. Marcianise che militò tra Prima Categoria, Promozione e anche Interregionale col nuovo nome di Rifo Sud, ma il titolo verrà ceduto alla Palmese nel 1984, sicché a Marcianise, dopo un'intera stagione senza calcio, fu fondata la S.S.C. Marcianise attraverso il titolo di una squadra di Cicciano, ripartendo dall'Interregionale.

### Dalla fondazione alla Serie D (1985-2000)
La società del Real Marcianise nacque dunque nel 1985 come Società Sportiva Calcio Marcianise, ma cedette poi il titolo di Interregionale al Valdiano nella stagione successiva (1986-1987), mentre il club marcianisano, nel frattempo rinominato Associazione Calcio Marcianise ripartì dal campionato di Promozione del 1987-1988 da cui però retrocesse. Retrocesse anche nella stagione successiva, dalla Prima Categoria alla Seconda Categoria. Tuttavia, acquisendo il titolo sportivo della Rinascita San Felice rimase in Prima Categoria anche per la stagione 1989-1990, trasferendosi a San Nicola la Strada e mutando nome in Gruppo Sportivo Barilla Sud. Col cambio di denominazione e sede giunse anche la promozione in Promozione, e nella stagione successiva in Eccellenza.
Nel 1991-1992, giunto quarto nel girone A di Eccellenza Campania, modificò il nome in Gruppo Sportivo Barilla Sud Marcianise ma mantenne la sede a San Nicola la Strada. Nel 1995 modificò nuovamente il nome, diventando Gruppo Sportivo Marcianise Calcio e per l'occasione modificò la sede societaria, riportandola a Marcianise.
Giocherà in Eccellenza per altre quattro stagioni, fino al 1999-2000 quando, cioè ottenne la promozione in Serie D, classificandosi secondo e disputando gli spareggi, eliminando il Napoli Est e la Paolana.

### Dalla Serie D alla Lega Pro Prima Divisione (2000-2008)
Giunto in Serie D, modificò nuovamente il suo nome in Unione Sportiva Marcianise. Nel 2004 la società fino ad allora nelle mani del presidente Giuseppe Riccio, fu rilevata dall'imprenditore beneventano Salvatore Bizzarro, che le modificò il nome in Real Marcianise S.p.A. I colori sociali passarono dal bianco-celeste al verde-giallo-rosso. Proprio in quella stagione di Serie D 2004-2005 la squadra venne promossa in Serie C2.
Se per le prime due stagioni il club lottò esclusivamente per la salvezza, nel 2007-2008 trascinata dal bomber ravennate Riccardo Innocenti (16 gol) e dalla guida tecnica di Salvatore Vullo, la squadra raggiunse i play-off, batté il Vigor Lamezia ed in finale l'Olimpia Celano, all'andata finì 0 a 0 e di ritorno che vide il netto affermarsi dei marcianisani per 3 a 1: si trattò di un'impresa insperata, non prevista a inizio stagione. Giunsero così in Serie C1 che nel frattempo fu rinominata Lega Pro Prima Divisione.

### La terza serie nazionale (2008-2010)
L'approdo nel terzo livello nazionale comportò per il club due novità: la guida tecnica: ad allenare la squadra giunse Luca Fusi, e lo stadio: il Progreditur di Marcianise non era a norma per la categoria, sicché i marcianisani "traslocarono" all'Alberto Pinto di Caserta. La squadra rimase pressoché invariata con solo qualche ritocco.
Ottenuta la salvezza per il primo campionato, con un sorprendente 7º posto con cui la squadra ottenne il suo miglior piazzamento in un campionato. Nel secondo (2009-2010) tornò a giocare nello stadio Progreditur dopo una ristrutturazione dell'impianto. Calcisticamente, il club ottenne un buon 10º posto.

### La radiazione (2010)
Ma la fine dell'esperienza era vicina: a luglio 2010 il presidente non riuscì ad iscrivere la squadra in Lega Pro Prima Divisione malgrado l'impegno dell'amministrazione comunale nel cercare risorse nuove sul territorio, e quindi, in seguito anche ad un tentativo mai concretizzato di trovare un accordo di fusione con la Casertana per salvare la categoria e per il bene calcistico della Terra di Lavoro, la società venne radiata dal professionismo e scomparve per sempre dalla scena sportiva.

## Colori e simboli

### Colori
I colori del Marcianise erano inizialmente il bianco e l'azzurro, i quali vennero in seguito sostituiti dal giallo, verde e rosso nel 2004, con l'arrivo alla presidenza di Floridante Bizzarro.

### Simboli ufficiali

#### Stemma
L'ultimo stemma utilizzato dal Real Marcianise era uno scudo in cui era contenuto lo stemma cittadino nel quale è presente un castello. In alto c'era una fascia rossa contenente il nome della squadra: REAL MARCIANISE.

## Strutture

### Stadio
Il Real Marcianise disputava le sue partite interne presso lo stadio Progreditur di Marcianise, costruito tra il 1930 e il 1931 e situato in Piazza della Vittoria n.5.
L'impianto ha 4500 posti a sedere ed è costituito da una tribuna centrale parzialmente coperta e da un'altra posta dietro alla linea di fondo, il terreno è in erba naturale e ha una lunghezza di 100x68 metri.
In conseguenza della promozione in C1, per il soddisfacimento delle normative della Lega Calcio venne realizzata una curva dove vennero situati anche gli spogliatoi. Nonostante il completamento dei lavori, la Lega Calcio dichiarò lo stadio non agibile, e per tale ragione il Real Marcianise dovette disputare le gare interne allo stadio Pinto di Caserta per la maggior parte del campionato 2008-2009, fino al 25 gennaio 2009 e poi nuovamente il 22 febbraio, il 28 marzo, l'11 aprile e il 10 maggio. Nella stagione 2009-2010 vi furono altri lavori allo stadio Progreditur per metterlo a norma.

### Centro di allenamento
Il Real Marcianise svolgeva i propri allenamenti allo stadio Progreditur.

## Società

### Sponsor
- 1985-? ...
- ?-200? Asics
- ?-2010 Macron

## Allenatori e presidenti
| Allenatori - 1985-1999 ... - 1999-2000 Francesco Farina - 2000-2001 Alfredo Ballarò (1ª-?ª) Francesco Farina (?ª-34ª) - 2001-2002 Francesco Farina - 2002-2004 Biagio Natale - 2004-2005 Luigi Boccolini - 2005-2006 Luigi Boccolini (1ª-27ª) Luciano D'Agostino (28ª-34ª) - 2006-2007 Luciano D'Agostino (1ª-11ª) Roberto Chiancone (12ª-18ª) Luciano D'Agostino (19ª-34ª) - 2007-2008 Domenico Giacomarro (1ª-18ª) Salvatore Vullo (19ª-34ª e play-off) - 2008-2009 Luca Fusi - 2009-2010 Alfonso Ammirata (1ª-4ª) Luigi Boccolini (5ª-34ª) | Presidenti - Anni 1980 Emilio Buonpane - 199?-199? Pietro Trombetta - 1999-2000 Martino Valiante - 2000-2001 Angelo Grillo - 2001-2002 Carlo Sparaco - 2002-2004 Giuseppe Riccio - 2004-2010 Floridante Bizzarro |

## Calciatori

### Capitani
- Gaetano Poziello (?-2010)

## Palmarès

### Competizioni interregionali
- Serie D: 1

2004-2005 (girone G)

### Altri piazzamenti
- Serie C2:

Terzo posto: 2007-2008 (girone C)
- Eccellenza:

Secondo posto: 1999-2000 (girone A)
Terzo posto: 1992-1993 (girone A)
- Scudetto Serie D:

Finalista: 2004-2005

## Statistiche e record

### Partecipazione ai campionati

#### Campionati nazionali
| Livello | Categoria                 | Partecipazioni | Debutto   | Ultima stagione | Totale |
| ------- | ------------------------- | -------------- | --------- | --------------- | ------ |
| 3º      | Lega Pro Prima Divisione  | 2              | 2008-2009 | 2009-2010       | 2      |
| 4º      | Serie C2                  | 3              | 2005-2006 | 2007-2008       | 3      |
| 5º      | Campionato Interregionale | 2              | 1985-1986 | 1986-1987       | 7      |
| 5º      | Serie D                   | 5              | 2000-2001 | 2004-2005       | 7      |

#### Campionati regionali
| Livello | Categoria       | Partecipazioni | Debutto   | Ultima stagione | Totale |
| ------- | --------------- | -------------- | --------- | --------------- | ------ |
| I       | Eccellenza      | 9              | 1991-1992 | 1999-2000       | 11     |
| I       | Promozione      | 2              | 1987-1988 | 1990-1991       | 11     |
| II      | Prima Categoria | 2              | 1988-1989 | 1989-1990       | 2      |

### Partecipazione alle coppe
| Competizioni          | Partecipazioni | Debutto   | Ultima stagione | Totale |
| --------------------- | -------------- | --------- | --------------- | ------ |
| Coppa Italia          | 1              | 2009-2010 | 2009-2010       | 1      |
| Coppa Italia Lega Pro | 2              | 2008-2009 | 2009-2010       | 5      |
| Coppa Italia Serie C  | 3              | 2005-2006 | 2007-2008       | 5      |
| Coppa Italia Serie D  | 5              | 2000-2001 | 2004-2005       | 5      |
| Poule Scudetto        | 1              | 2004-2005 | 2004-2005       | 1      |

### Statistiche di squadra
- Serie C2 girone C 2006-2007: Massimo delle reti segnate (48); Massimo delle reti segnate in casa (33)
- Serie C2 girone C 2007-2008: Massimo delle reti segnate in casa (33)
- Lega Pro Prima Divisione girone B 2008-2009: Minimo delle reti subite in casa (10; ex aequo con il Benevento); Minor numero di vittorie in trasferta (1; assieme a Foggia, Pescara, Potenza e Ternana)

### Statistiche individuali
| Record di presenze - 226 Salvatore Galizia - 198 Alfredo Romano - 158 Michele Ciano - 143 Gaetano Manco - 125 Matteo Della Ventura - 89 Gaetano Poziello - 81 Antonio Vanacore - 71 Ermanno Fumagalli - 67 Riccardo Innocenti | Record di reti - 57 Gaetano Poziello - 55 Salvatore Galizia - 32 Riccardo Innocenti - 25 Gaetano Manco - 13 Alfredo Romano - 13 Matteo Della Ventura |

## Tifoseria

### Storia
Nei primi anni Duemila, prima della proprietà di Salvatore Bizzarro, i gruppi di tifo organizzato erano la Brigata Ultrà e gli Ultras Marcianise, seguiti poi dal Diluvio Biancoazzurro. In seguito al cambio di proprietà e colori sociali nacquero diversi gruppi organizzati, che costituivano la Curva Sud Marcianise; tali gruppi, che dopo il fallimento e la radiazione del Real Marcianise hanno seguito il Progreditur Marcianise, erano i Fighters (nati nel 2004), gli Skorpions (nati nel 2006), la Brigata Veleno (nata nel 2004). Altre fazioni minori erano i Veterani, le Brigate Marcianisane e i Fedayn Testa Matta. Più recentemente sono sorti gli E.A.M. (Estranei alla massa). Oltre ad essi è ancora attiva (dal 2008) la Stirpemarcianisana, che però non rientra nel panorama ultras.

### Gemellaggi e rivalità
I tifosi del Real Marcianise avevano un'amicizia con quelli del Pescina Valle del Giovenco; dei buoni rapporti si avevano anche con le tifoserie campane dell'Acerrana, della Casertana e della Juve Stabia (quest'ultima sorta nel 2008), con i laziali del Cassino e con gli emiliani della Reggiana.
Si avevano, invece, rivalità con le tifoserie dell'Angri (a causa di scontri nel 2004-2005), con i Boys Caivanese, con la Frattese, con la Paganese, con il Sorrento, col Benevento, col Savoia, e con la Viribus Unitis. Fuori regione le rivalità intercorrevano con il Latina, col Matera e con la Paolana (frutto di scontri nel 2000).